# Netzdienstleistung
Netzdienstleistungen sind technische Dienstleistungen an leitungsgebundenen Versorgungsinfrastrukturen wie Strom-, Gas-, Wasser-/Abwasser und Fernwärmenetzen. Zu den Netzdienstleistungen zählen beispielsweise die Störungsbeseitigung, Instandhaltung, Betriebsführung, aber auch Ingenieurdienstleistungen in der Planung und beim Bau der Netzbetriebsmittel.
Im Gegensatz zur "Software" Systemdienstleistung beschreiben Netzdienstleistungen den Service an der "Hardware" der Netz-Infrastruktur.